# Университет Фейсалабада
Университет Фейсалабада (урду جامعہ فیصل آباد‎‎, англ. The University of Faisalabad), TUF  — высшее частное учебное заведение Пакистана в провинции Пенджаб, в городе Фейсалабад.

## История
Университет был создан в 2002 году под эгидой Фонда Медина, благотворительной организации, основанной Хаджи Мухаммад Салемом. Он основал это учебное заведение в рамках своей программы «Индустрия. Услуги. Образование» для обеспечения качественного профессионального образования и удовлетворения спроса на высшее образование среди населения в округе Фейсалабад. Университет имеет два кампуса Салим-кампус и Амин-кампус.
В том же 2002 году учебное заведение получило аккредитацию от правительства провинции Пенджаб и было признано Комиссией по высшему образованию в Пакистане. Кампусы Салим и Айша для девушек находятся на проспекте Саргодхе-роуд в нескольких километрах от центра города Фейсалабад. Кампус Амин для юношей расположен на проспекте Уэст-Канал-роуд рядом с торгово-промышленной палатой Фейсалабада и Государственным текстильным университетом.
В марте 2012 года Комиссия по высшему образованию впервые повысила рейтинг университета. Он получил второе место в своей категории. В 2014 году университет занял четырнадцатое место среди всех университетов Пакистана и третье место среди частных высших учебных заведений.

## Структура
В структуре университета 4 факультета и 1 колледж. На факультете здравоохранения действуют кафедры фармакологии, физиотерапии, оптометрии, медицинских технологий, сестринского дела, диетологии. На факультете техники и технологий готовят специалистов в области электротехники и телекоммуникаций, а также инженеров текстильной промышленности. На факультете управления готовят деловых администраторов, маркетологов и финансистов. На факультете искусств и социальных наук действуют кафедры арабской философии, арабского искусства, исламской философии. В Университетском медицинском стоматологическом колледже готовят специалистов в области стоматологии.